# Фонтан со сфинксами у Пулковской горы

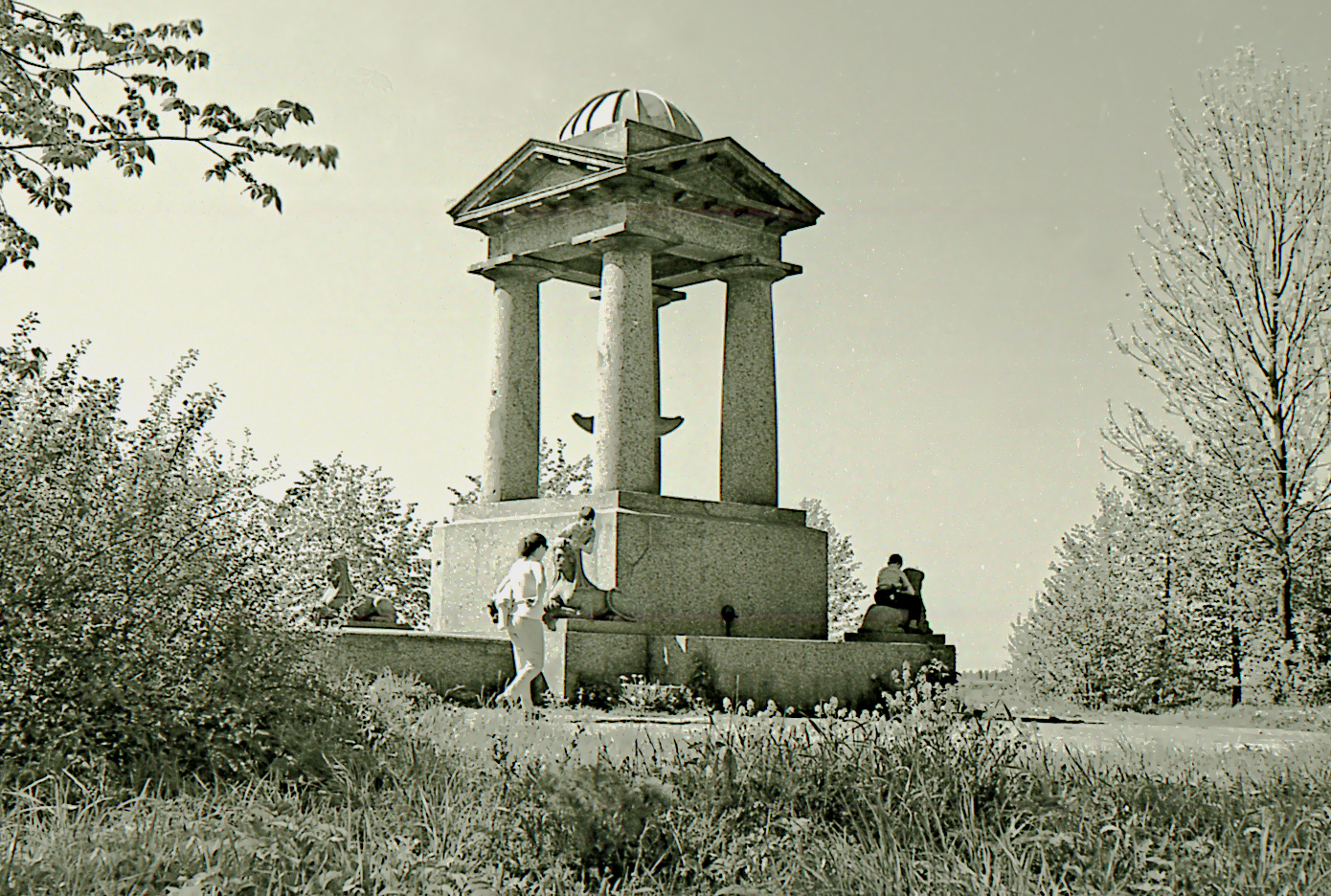
Фонтан в 1970 году

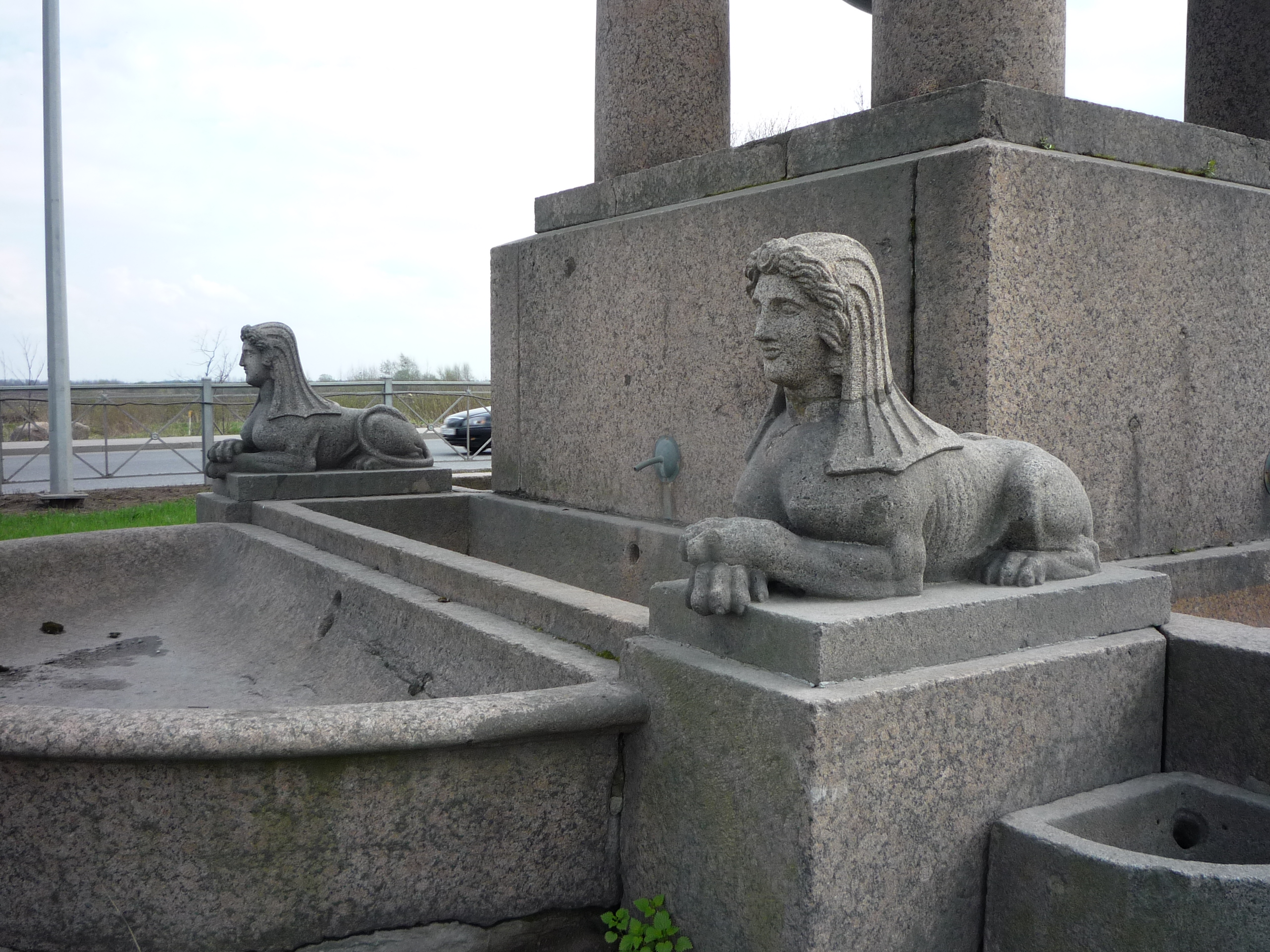
Сфинксы и разные по форме чаши фонтана

Фонтан со сфинксами у Пулковской горы — памятник архитектуры русского классицизма.
Входил в группу созданных на Царскосельской дороге фонтанов, которые объединял единый замысел: чем дальше от города, тем фонтан был выше и его образ сложнее. Другие фонтаны группы — фонтан в сквере у Казанского собора и фонтан «Нептун».
Проект первого фонтана в деревне Пулковой был составлен архитектором Тома де Томоном в 1806 году, в нём были обозначены общие принципы: устройство в виде павильона на четырёх колоннах, стоящих по углам на высоком гранитном цоколе (из розового гранита), по сторонам — извергающие из пасти воду львы (позднее были заменены на сфинксов из серого гранита). Окончательный проект был создан в 1807 году, средства были выделены в январе 1808 года, мастер Генри Грауер получил заказ и эскиз; в том же году работы были завершены.
Благодаря продуманности композиции и деталей небольшое по размерам сооружение выглядит монументально. На высоком основании по углам стоят монолитные гранитные дорические колонны с лаконичным антаблементом и выступающими фронтонами (также из розового гранита), которые завершает небольшой купол, покрытый кровельным железом. В центре между колоннами стоит чаша необычной формы, сделанная из серого полированного гранита (или мрамора), будто с отбитыми краями. По сторонам гранитных чаш поставлено четыре сфинкса, в угловых частях основания установлены смягчающие переход от одного объёма к другому гранитные чаши в четверть круга (последние включены в проект по предложению Грауера). В центральную чашу подавалась вода из проложенного от Пулковской горы водопровода, из неё бил фонтан. Через неровные края вода стекала в резервуар у основания фонтана, а оттуда по свинцовым трубам шла в чаши у основания (реализация проекта подачи воды — М. П. Сакер). Продольная ось фонтана совпадает с направлением дороги, и его эстетическая часть сохранялась после утраты практической (как поилки для лошадей).
Фонтан в народе назывался «фонтаном с четырьмя ведьмами» — за внешний вид сфинксов, без ухода покрывшихся мхом и позеленевших.
К 1981 году фонтан был передвинут со своего исходного места. На 2022 год фонтан не работает.